# Ahotta hispaniolica
Ahotta hispaniolica is een hooiwagen uit de familie Agoristenidae. De wetenschappelijke naam van Ahotta hispaniolica gaat terug op Šilhavý.